# Leonardo Sierra
Leonardo Sierra Sepulveda (nascido em 10 de outubro de 1968) é um ex-ciclista de estrada venezuelano.
Ainda como um ciclismo amador, Sierra competiu representando a Venezuela nos Jogos Olímpicos de 1988 em Seul, onde foi o 83º colocado na prova de estrada.
Se tornou profissional em 1989, e no ano seguinte, venceu uma etapa do Giro d'Italia. Em 1995, retirou-se do mundo ciclismo.